# 鶴巣パーキングエリア
鶴巣パーキングエリア（つるすパーキングエリア）は、宮城県黒川郡大和町鶴巣北目大崎にある東北自動車道のパーキングエリア。

## 施設

### 上り線（仙台・福島方面）
- 管理：ネクスコ東日本エリアトラクト[1]
- 運営：ネクスコ東日本リテイル[2]
- 駐車場[2]
  - 大型 34台
  - 小型 67台
  - 身障者用
    - 小型 2台
- トイレ[2]
  - 男性 大6（和式1・洋式5）・小9
    - オストメイト対応設備が設置されている[3]。

  - 女性 16（和式1・洋式15）
    - オストメイト対応設備が設置されている[3]。
    - 同伴の男児用 1

  - 身障者用 1
- 給油・給電
  - ガソリンスタンド（出光興産（(株)東日本宇佐美）、24時間）[2][4]
  - 給電スタンド（24時間）[2]
- 軽食・カフェ・レストラン
  - フードコート「鶴巣亭」（7:00 - 20:00）[2]
  - テイクアウトコーナー（10:00 - 17:00） [2]
  - ベーカリーコーナー（7:00 - 20:00）[2]
- ショッピングコーナー（7:00 - 20:00）[2]
- 生活・暮らし
  - 自動販売機
  - E-NEXCO Wi-Fi SPOT
- 喫煙所
- 自動体外式除細動器（AED）
- 高速道路サービス
  - ハイウェイ情報ターミナル
  - ハイウェイスタンプ（24時間）

### 下り線（盛岡・青森方面）
- 管理：ネクスコ東日本エリアトラクト[1]
- 運営：（株）ネクスコ東日本リテイル[5]
- 駐車場[5]
  - 大型 55台
  - 小型 122台
  - 身障者用
    - 小型 1台
- トイレ[5]
  - 男性 大8（和式1・洋式7）・小14
    - オストメイト対応設備が設置されている[3]。

  - 女性 30（和式1・洋式29）
    - オストメイト対応設備が設置されている[3]。
    - 同伴の男児用 1

  - 身障者用 1
- 給油・給電
  - ガソリンスタンド（ENEOS（宝フリート）、24時間/セルフ式）[5]
  - 給電スタンド（24時間）[5]
- 軽食・カフェ・レストラン
  - フードコート「鶴巣庵」（7:00 - 20:00）[5]
  - テイクアウトコーナー（10:00 - 17:00）[5]
- ショッピングコーナー（7:00 - 20:00）[5]
- 生活・暮らし
  - 自動販売機
  - E-NEXCO Wi-Fi SPOT
- 喫煙所
- 自動体外式除細動器（AED）
- 高速道路サービス
  - ハイウェイ情報ターミナル
  - ハイウェイスタンプ（24時間）
  - ウォークインゲート[5]

## 隣
E4 東北自動車道
(29)泉IC - (29-1)富谷JCT - 鶴巣PA - (30)大和IC